# Sainte-Marie-du-Mont, Isère
Sainte-Marie-du-Mont är en kommun i departementet Isère i regionen Auvergne-Rhône-Alpes i sydöstra Frankrike. Kommunen ligger i kantonen Le Touvet som tillhör arrondissementet Grenoble. År 2022 hade Sainte-Marie-du-Mont 233 invånare.

## Befolkningsutveckling
Antalet invånare i kommunen Sainte-Marie-du-Mont
Referens:INSEE